# Wanne-Eickel Hauptbahnhof
Wanne-Eickel Hauptbahnhof ist der bedeutendste Bahnhof in der Stadt Herne im Ruhrgebiet. Er befindet sich in Herne-Wanne, einem Teil der ehemaligen Stadt Wanne-Eickel, heute ein Stadtteil von Herne.

## Geschichte

Wanne Bahnhof (1906), Bahnhof mit Bahnsteig, Wasserkran und Bahnhofswirtschaft

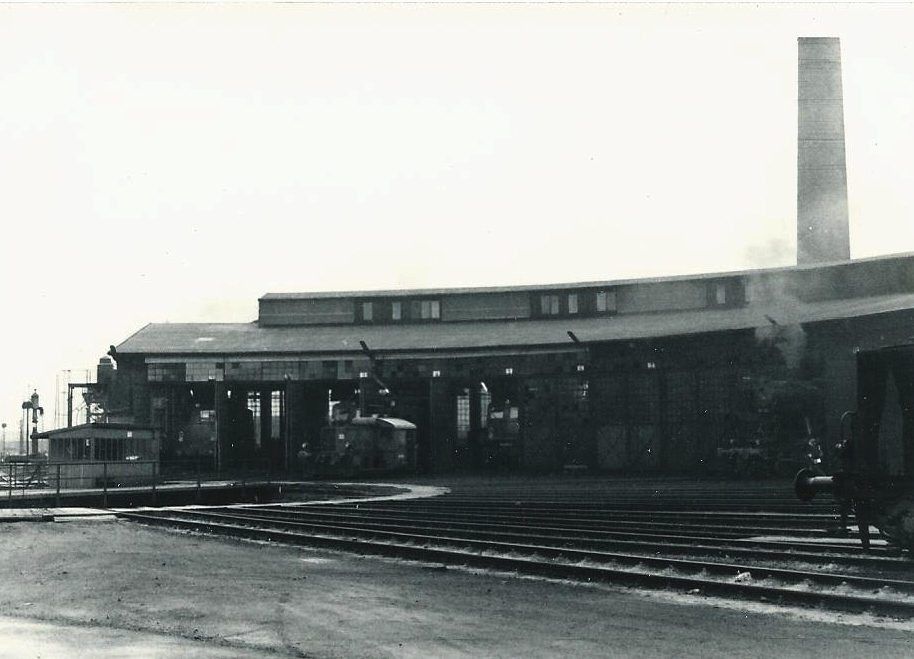
Ehemaliger Ringlokschuppen (1974)

### Bahnhofsgeschichte
Der Bahnhof entstand aus dem Güterbahnhof Pluto-Thies, der 1856 für den Gleisanschluss der Zeche Pluto an die 1847 eröffnete Köln-Mindener Eisenbahn-Gesellschaft auf dem Feld des Bauern Storp errichtet wurde. Im Jahr 1864 kam ein Haltepunkt für den Personenverkehr hinzu, und 1867 wurde eine neue Bahnhofsanlage für den Güterverkehr eröffnet, die, weil sich die umliegenden Orte nicht auf einen Namen einigen konnten, von der Bahnverwaltung nach einer Flurbezeichnung der Umgebung mit dem Namen Wanne versehen wurde. Dieser Name wurde 1875 beim Zusammenschluss der Orte Eickel, Bickern, Crange, Holsterhausen und Röhlinghausen zum Amt Wanne übernommen und hat sich bis in die Ortsbezeichnung Wanne-Eickel hinein erhalten.
Mit Eröffnung der Strecke nach Münster am 1. Januar 1870 wurde der Bahnhof Wanne zum Eisenbahnknotenpunkt. 1890 wurde auf der schon seit 1884 bestehenden Strecke nach Unser Fritz der Personenverkehr aufgenommen. Das Bahnhofsgebäude und das Betriebswerk wurden 1913 umgebaut und erweitert.
Nach Bildung der kreisfreien Stadt Wanne-Eickel durch das Gesetz über die Neuregelung der kommunalen Grenzen im rheinisch-westfälischen Industriebezirke im Jahr 1926 wurde auch der Name des Bahnhofs in Wanne-Eickel Hbf geändert. Er entwickelte sich zum größten Rangierbahnhof des mittleren Ruhrgebiets; mit einer Gesamtgleislänge 120 km war er bis zu 70 Gleise breit und 4 km lang. Er vereinte als einziger Bahnhof im Ruhrgebiet alle vier Betriebsarten: Neben seiner Funktion als Rangierbahnhof war er auch Heimatbahnhof für über 300 Lokomotiven und Triebfahrzeuge, Bahnhof für den Güter- und für den Personenverkehr.
Die einstige Bedeutung hat sich verändert. Viele Nah- und Fernverkehrsziele, die früher von Wanne-Eickel Hbf aus angesteuert werden konnten, sind heute nicht mehr als Direktverbindung erreichbar.

### Drei-Männer-Eck

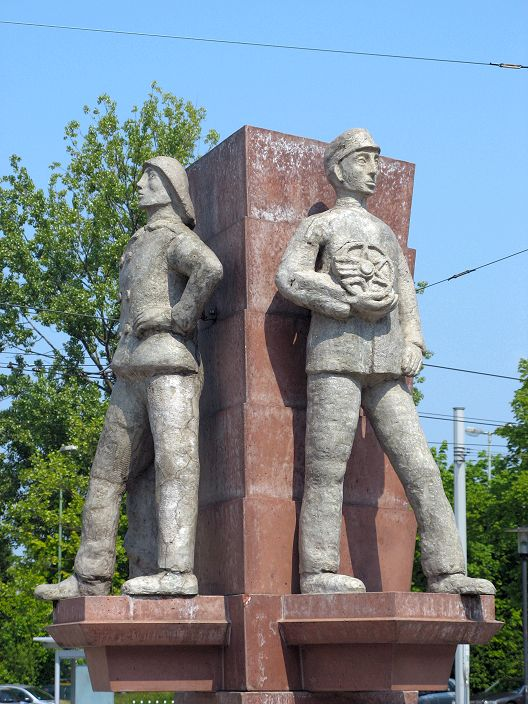
Drei-Männer-Eck-Denkmal

Mit dem Bahnhofsumbau von 1907 bis 1913 sowie Erweiterung der damaligen Herner Straße im Jahre 1927 wurde eine Stützmauer entlang des Bahndammes erforderlich. Diese wurde mit drei Säulen verziert, auf denen lebensgroße Skulpturen standen. Sie symbolisieren die Wanne-Eickeler Wirtschaft mit Bergmann, Binnenschiffer und dem Eisenbahner. Die Kunstobjekte wurden von dem Wanne-Eickeler Bildhauer und Gewerbelehrer Wilhelm Braun geschaffen. Im Volksmund wurde die Stelle Drei-Männer-Eck genannt. 1970 wurden die durch Abgase, Luftverschmutzung und Kriegsschäden beschädigten Skulpturen demontiert. Sie sind heute restauriert und stehen am Eingang des Heimatmuseums Unser Fritz; auf dem Bahnhofsvorplatz findet sich eine Nachbildung. Am ehemaligen Standort der Skulpturen steht heute eine Seilscheibe des ehemaligen Bergwerks Consolidation.

## Heute

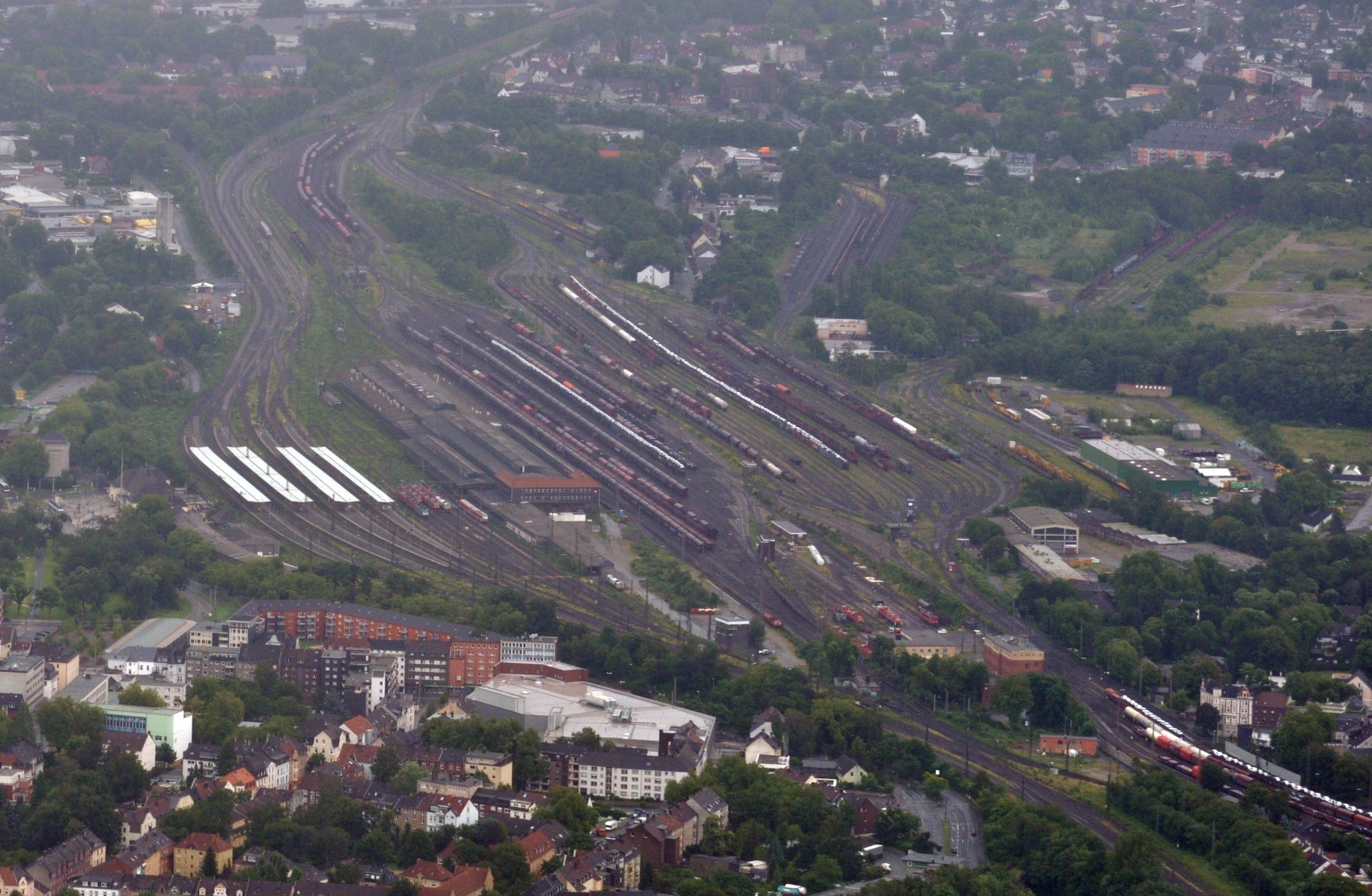
Luftaufnahme 2016

Der Hauptbahnhof besitzt heute nur noch eine regional-verkehrliche Bedeutung als Kreuzungspunkt der Ost-West-Verbindung Dortmund–Duisburg mit der Nord-Süd-Verbindung Münster–Essen, die u. a. über die in Wanne-Eickel beginnende Rollbahn führt. Außerdem liegt der Bahnhof an der Emschertalbahn (Dortmund–Wanne-Eickel–Dorsten) und an der Glückauf-Bahn (Bochum–Wanne-Eickel–Gelsenkirchen). In dem doppelt einseitig angelegten Rangierbahnhof ist nur mehr das Rangiersystem der Richtung West-Ost mit Ablaufberg und Gleisbremsen in Betrieb, während im Rangiersystem der Gegenrichtung die Gleisbremsen ausgebaut und die Weichen über eine EOW Anlage gesteuert werden. Die kleine Rangieranlage für Eilgutzüge und die Stückgutumladehalle wurden vollständig stillgelegt.
Nach dem Zusammenschluss von Wanne-Eickel und Herne im Jahr 1975 wurde der Name Wanne-Eickel Hauptbahnhof, welcher der größte Bahnhof der Stadt Herne blieb, unverändert beibehalten. Die Bedeutung nahm seitdem jedoch – insbesondere für den Fernverkehr – aufgrund der südlich gelegenen parallelen Fernbahnstrecke Dortmund–Bochum–Essen–Duisburg kontinuierlich ab. Selbst Fernzüge auf dem Streckenabschnitt Münster–Gelsenkirchen haben ihren planmäßigen Halt häufig in Recklinghausen Hbf und Gelsenkirchen Hbf, bis auf wenige Ausnahmen jedoch nicht in Wanne-Eickel Hbf. Für den Strukturwandel innerhalb der Stadt Herne stellt dies ein großes Problem dar. 2003 beabsichtigte die Deutsche Bahn die Umbenennung in Herne-Wanne oder Herne Hauptbahnhof. Diese Überlegungen stießen jedoch insbesondere auf dem Gebiet der ehemaligen Stadt Wanne-Eickel auf großen Widerstand. 2023 wurde bekannt, dass bei Modernisierungsarbeiten im Rahmen von MOF 3 bis 2025 der Bahnhof in Herne-Wanne-Eickel umbenannt werden soll.
Die am Gleis 3/4 gelegene Bahnhofsmission wurde Ende der 1980er Jahre geschlossen.
Der Bahnhof Wanne-Eickel Hbf gliedert sich heute aus betrieblicher Sicht in den Personen- und den Güterbahnhof.

### Personenbahnhof

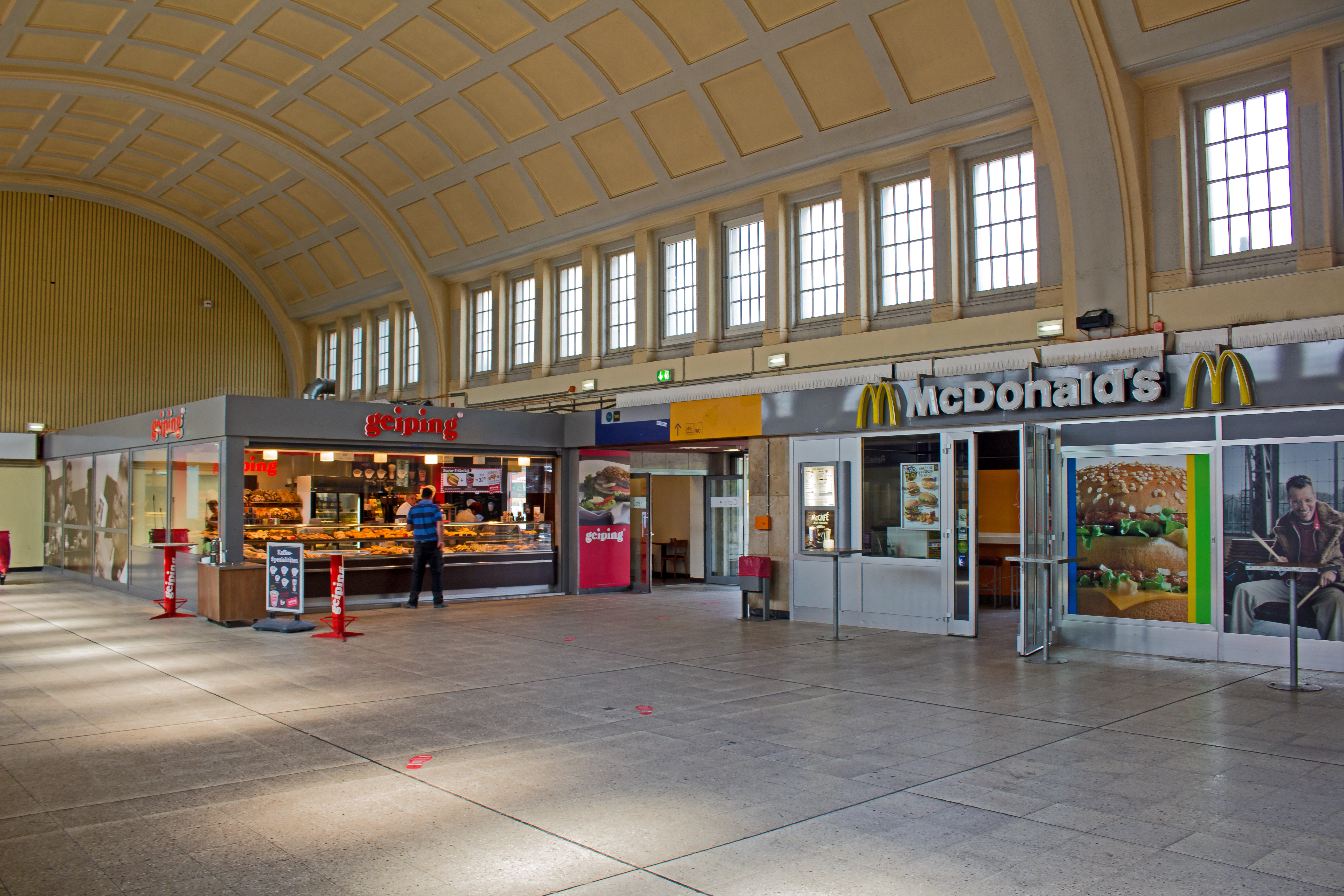
Wartehalle

Der Schwerpunkt des Personenbahnhofs liegt auf der zweigleisigen Strecke Duisburg–Dortmund (sowie Essen–Dortmund). Auf diesen Strecken verkehren S-Bahnen (S 2) und Regional-Expresse (RE 2, RE 3, RE 42). Die Rollbahn Wanne-Eickel–Hamburg wird von Düsseldorf–Essen (RE 2) bzw. Mönchengladbach–Krefeld–Essen (RE 42) mit Regionalexpress und Intercity der Linie 35 bedient, wobei IC-Züge meist über Oberhausen verkehren. Die weiterhin schwindende Bedeutung als Bahnhof des Fernverkehrs wird auch dadurch deutlich, dass der Hauptbahnhof seit Dezember 2022 kein ICE-Halt mehr ist. Regionalbahnen fahren stündlich auf der Emschertalbahn zwischen Dortmund und Dorsten und wochentags halbstündlich auf der Glückauf-Bahn zwischen Bochum und Gelsenkirchen. Hinzu kommt im Stundentakt das mit Wagenmaterial der S-Bahn gefahrene Angebot der RB 32 Dortmund–Duisburg. Für die Züge des Personenverkehrs stehen acht Gleise an vier Bahnsteigen zur Verfügung, wobei der erste – für Fahrgäste am günstigsten gelegene – Bahnsteig (Gleis 1/2) fahrplanmäßig nicht mehr genutzt wird.
Bis auf den vorgenannten Bahnsteig sind alle anderen durch – 2015 nachträglich eingebaute – Aufzüge barrierefrei erreichbar. Das Reisezentrum wurde 2019 geschlossen. Der Fahrkartenverkauf findet seither in der Bahnhofsbuchhandlung statt.

### Güterbahnhof
Der für den Standort wichtige Güterbahnhof ist, teils über Verbindungsstrecken, an die Strecken Wanne-Eickel–Hamburg, Bochum–Gelsenkirchen, Duisburg-Ruhrort–Dortmund und Duisburg–Dortmund angeschlossen. Güterzüge, die in der Zugbildungsanlage nicht behandelt werden, können den Güterbahnhof nördlich und südlich durchfahren ohne die Zugbildungsanlage zu tangieren.
Der doppelt einseitige Güterbahnhof verfügt in West-Ost-Richtung über 7 Einfahrgleise, in Ost-West-Richtung über 11 Einfahrgleise. Von zwei Berggleisen werden über 35 Richtungsgleise von bis zu 800 m Nutzlänge bedient. In 20 Gleisen der West-Ost-Richtung ist am Ablaufberg eine halbautomatische Geschwindigkeitssteuerung durch zwei Talgleisbremsen eingebaut, die zugehörigen Weichen werden manuell gesteuert. Am Ablaufberg in Ost-West-Richtung sind keine Gleisbremsen mehr vorhanden, die Weichensteuerung erfolgt dort durch eine EOW-Anlage. In beiden Rangiersystemen wird Druckluft für die Zugbildung bereitgehalten. Züge, die in den Rangierbahnhof gegen die Arbeitsrichtung der Ablaufberge einfahren, werden durch jeweils südliche oder nördliche Umfahrungen den beiden Rangiersystemen zugeführt ohne die Ablaufbetriebe zu unterbrechen. Trotz des Einbruchs im Schienengüterverkehr während der Wirtschaftskrise ist der Rangierbahnhof Wanne-Eickel durch seine zentrale Lage heute zu annähernd 95 % ausgelastet.

### Weitere Anlagen
Im südlichen Teil des Güterbahnhofs besteht ein Anschluss zu Eiffage Rail auf dem Gelände der ehemaligen Heitkamp Bauholding, welche dort über eigene Gleisanlagen verfügt. Ebenso sind an den Güterbahnhof die Anlagen von RBH Logistics und der Wanne-Herner Eisenbahn angeschlossen. Hierüber werden der Wanner Osthafen, das Güterverkehrszentrum im Wanner Westhafen, Kraftwerk Shamrock, die Evonik Industries (Standort Herne) sowie eine Kohlenmischanlage der DSK angefahren. Die Stückgutumladehalle am Ostberg ist stillgelegt, ebenso die Abstellanlage der ETA-Züge nördlich von Gleis 1 des Personenbahnhofs. Im Zentrum des Güterbahnhofs gelegen befindet sich eine Tankanlage, hier werden sowohl die Rangierloks des Bahnhofs, Lokomotiven der Ein- und Ausgangszüge sowie Personenzüge der Abellio Rail NRW betankt. Wegen der zentrale Lage des Bahnhofs sind an der Anlage des Personenbahnhofs Fahrzeuge der Notfalltechnik, wie Schienendrehkrane stationiert. Diese werden im Falle eines Bahnbetriebsunfalls regional und überregional eingesetzt und werden durch die Notfallleitstellen abgerufen.

## Verknüpfte Strecken
Im Bahnhof Wanne-Eickel Hbf sind folgende VzG-Strecken verknüpft:
Stillgelegte Strecken sind kursiv dargestellt.
| Nr.       | verbindet die Betriebsstellen                           | Strecke                                                   |
| --------- | ------------------------------------------------------- | --------------------------------------------------------- |
| 2200      | Wanne-Eickel Hbf (Pbf) – Abzw Baukau                    | Wanne-Eickel – Hamburg                                    |
| 2201      | Wanne-Eickel Hbf (Gbf) – Abzw Baukau                    | Wanne-Eickel – Hamburg                                    |
| 2202      | Wanne-Eickel Hbf (Gbf) – Herne-Rottbruch                | Verbindung nach Bochum – Gelsenkirchen                    |
| 2203      | Wanne-Eickel Hbf (Pbf) – Wanne Unser Fritz              | Verbindung zur Bahnstrecke Bochum–Gelsenkirchen           |
| 2204      | Wanne-Eickel Hbf (Gbf) – Wanne Unser Fritz              | Verbindung zur Bahnstrecke Bochum–Gelsenkirchen           |
| 2205/2206 | Wanne-Eickel Hbf (Gbf) – Gelsenkirchen-Schalke          | Duisburg-Ruhrort – Dortmund                               |
| 2208      | Wanne-Eickel Hbf (Gbf) – Herne Gbf                      | Duisburg-Ruhrort – Dortmund                               |
| 2209      | Wanne-Eickel Hbf (Pbf) – Gelsenkirchen Hbf              | Verbindung nach Essen – Gelsenkirchen                     |
| 2230      | Wanne-Eickel Hbf (Gbf) – Gelsenkirchen Hbf              | Wanne-Eickel – Gelsenkirchen Hessler                      |
| 2231      | Wanne-Eickel Hbf (Gbf) – Gelsenkirchen Hbf              | Duisburg – Dortmund                                       |
| 2232      | Wanne-Eickel Hbf (Gbf) – Gelsenkirchen-Wattenscheid     | Gelsenkirchen – Gelsenkirchen-Wattenscheid – Wanne-Eickel |
| 2154      | Wanne-Eickel Hbf (Pbf) – Bochum-Riemke                  | Bochum-Riemke – Wanne-Eickel                              |
| 2238      | Wanne-Eickel Hbf (Pbf – Abzw Pluto) – Gelsenkirchen Hbf | Duisburg – Dortmund                                       |
| 2239      | Wanne-Eickel Hbf (Pbf – Abzw Pluto) – Gelsenkirchen Hbf | Duisburg – Dortmund                                       |
| 2650      | Gelsenkirchen Hbf -Herne                                | Duisburg – Dortmund                                       |

## Linien

### Fernverkehr
Wanne-Eickel Hauptbahnhof ist Bahnhof des Fernverkehrs der Deutschen Bahn und wird von Zügen folgender Fernverkehrslinien bedient:
| Linie  | Linienverlauf | Takt       |
| ------ | --- | ---------- |
| IC 35  | Norddeich Mole – Leer (Ostfriesl) – Münster (Westf) – Recklinghausen – Wanne-Eickel – Gelsenkirchen – Oberhausen – Duisburg – Düsseldorf – Köln (– Bonn – Koblenz)                             | 120 min    |
| EC 115 | Münster (Westf) – Recklinghausen – Wanne-Eickel – Oberhausen – Düsseldorf – Köln – Mainz – Mannheim – Stuttgart – Augsburg – München – Prien am Chiemsee – Freilassing – Salzburg – Klagenfurt | 1× täglich |

### Regionalverkehr
In Wanne-Eickel Hauptbahnhof halten drei Regional-Express-Linien, zwei Regionalbahn-Linien sowie eine Linie der S-Bahn Rhein-Ruhr.
| Linie | Linienverlauf | Takt                                              | Betreiber |
| ----- | --- | ------------------------------------------------- | --------- |
| RE 2  | Rhein-Haard-Express: Osnabrück Hbf – Hasbergen – Natrup-Hagen (zweistdl.) – Lengerich (Westf) – Kattenvenne (zweistdl.) – Ostbevern – Westbevern – Münster (Westf) Hbf – (Münster-Albachten – Senden-Bösensell – Nottuln-Appelhülsen – Buldern –)* Dülmen – (Sythen –)* Haltern am See – (Marl-Sinsen –)* Recklinghausen Hbf – (Recklinghausen Süd –)* Wanne-Eickel Hbf – Gelsenkirchen Hbf – Essen Hbf – Mülheim (Ruhr) Hbf – Duisburg Hbf – Düsseldorf Flughafen – Düsseldorf Hbf * Halt nur einzelner Züge im Nachtverkehr Stand: Fahrplanwechsel Dezember 2023 | 60 min                                            | DB Regio  |
| RE 3  | Rhein-Emscher-Express: Düsseldorf Hbf – Düsseldorf Flughafen – Duisburg Hbf – Oberhausen Hbf – Essen-Altenessen – Gelsenkirchen Hbf – Wanne-Eickel Hbf – Herne – Castrop-Rauxel Hbf – Dortmund-Mengede – Dortmund Hbf – Dortmund-Scharnhorst – Dortmund-Kurl – Kamen-Methler – Kamen – Bönen-Nordbögge – Hamm (Westf) Hbf Stand: Fahrplanwechsel Dezember 2023 | 60 min                                            | eurobahn  |
| RE 42 | Niers-Haard-Express: Münster (Westf) Hbf – Münster-Albachten (stündlich) – Senden-Bösensell – Nottuln-Appelhülsen – Buldern – Dülmen – Sythen – Haltern am See – Marl-Sinsen – Recklinghausen Hbf – Recklinghausen Süd – Wanne-Eickel Hbf – Gelsenkirchen Hbf – Essen Hbf – Mülheim (Ruhr) Hbf – Duisburg Hbf – Rheinhausen – Krefeld-Uerdingen – Krefeld Hbf – Viersen – Mönchengladbach Hbf Stand: Fahrplanwechsel Dezember 2021 | 30 min (Münster–Essen) 60 min (Essen–M’gladbach)  | DB Regio  |
| RB 32 | Rhein-Emscher-Bahn: Duisburg Hbf – Oberhausen Hbf – Essen-Dellwig – Essen-Bergeborbeck – Essen-Altenessen – Essen Zollverein Nord – Gelsenkirchen Hbf – Wanne-Eickel Hbf – Herne – Castrop-Rauxel Hbf – Dortmund-Mengede – Dortmund Hbf Stand: Fahrplanwechsel Dezember 2021 | 60 min                                            | DB Regio  |
| RB 43 | Emschertal-Bahn: Dorsten – Feldhausen – Gladbeck-Zweckel – Gladbeck Ost – Gelsenkirchen-Buer Süd – Gelsenkirchen Zoo – Wanne-Eickel Hbf – Herne – Herne-Börnig – Castrop-Rauxel Süd – Castrop-Rauxel-Merklinde – Dortmund-Bövinghausen – Dortmund-Lütgendortmund Nord – Dortmund-Marten – Dortmund-Rahm – Dortmund-Huckarde Nord – Dortmund Hbf Stand: Fahrplanwechsel Dezember 2021 | 60 min                                            | DB Regio  |
| RB 46 | Glückauf-Bahn: Gelsenkirchen Hbf – Wanne-Eickel Hbf – Bochum-Riemke – Bochum-Hamme – Bochum West – Bochum Hbf Stand: Fahrplanwechsel Dezember 2021 | 30 min (wochentags) 60 min (Wochenende/Feiertage) | DB Regio  |
| S 2   | Dortmund Hbf – DO-Dorstfeld – DO-Wischlingen – DO-Huckarde – DO-Westerfilde – DO-Nette/Oestrich – DO-Mengede – Castrop-Rauxel Hbf – Herne – Wanne-Eickel Hbf – Gelsenkirchen Hbf – GE-Rotthausen – E-Kray Nord – Essen Hbf Stand: Fahrplanwechsel Dezember 2023 | 60 min                                            | DB Regio  |

### Bus- und Straßenbahnlinien
Die Linien werden von der BOGESTRA, HCR und VESTISCHE betrieben.
| Linie | Verlauf | Takt (Mo–Fr)     | Betreiber |
| ----- | --- | ---------------- | --------- |
| 306   | Wanne-Eickel Hbf – Eickel Kirche – Eickel Auf der Wenge – Bochum-Hofstede – Bochum-Hamme Amtsstr. – Bochum Rathaus – U Bochum Hbf | 15 min           | Bogestra  |
| 316   | Wanne-Eickel Hbf – Eickel Kirche – Eickel Auf der Wenge – Bochum-Hofstede – Hamme Amtsstr. – Bochum Rathaus – U Bochum Hbf – U Planetarium – Vonovia Ruhrstadion – Harpen – Gerthe Heinrichstr. | 15 min (zur HVZ) | Bogestra  |
| SB27  | Marl Mitte – Friedhof Alt-Marl – Herten-Langenbochum – Paschenberg – Über den Knöchel (Herten , 150 m) – Herten Mitte (Herten , 500 m) – Herten Rathaus (Herten , 300 m) – Herten-Süd – Bergbau Ewald 1/2 – Hertener Mark Tennisplatz – Wanne Waldfriedhof (– Hertener Mark Hohewardstraße) (einzelne Fahrten im Berufsverkehr) – Mondpalast – Wanne-Eickel Hbf | 30 min           | Vestische |
| 303   | (Wanne-Eickel Hbf – Solbad – Bobenfeld – Holsterhausen Süd –) Regenkamp – Bochumer Str. – Hölkeskampring – Marienhospital – Düngelstr. – Archäologie-Museum/Kreuzkirche – Glockenstr. – Herne Bf (Wanne-Eickel-Regenkamp nur wochentags) | 30 min           | HCR       |
| 312   | (Wanne Waldfriedhof –) Herne Im Dannekamp – Wanne Markt – Mondpalast – Wanne-Eickel Hbf – Juliastraße/Großmarkt – Herne Bf – Herne Mitte – Kulturzentrum – Hölkeskampring – Marienhospital (→ Flottmann-Hallen) – Herne-Südpool (ab/bis Wanne Waldfriedhof nur samstags, sonn- und feiertags tagsüber)                                                          | 20 min           | HCR       |
| 322   | Verkehr nur während der Cranger Kirmes: Herne Bf – Busbahnhof Heerstr. / Cranger Kirmes – Wanne-Eickel Hbf | -                | HCR       |
| 323   | Bickern – Mondpalast – Wanne-Eickel Hbf – Crange – Baukau-Ost – Herne Bf – Herne Mitte – Archäologie-Museum/Kreuzkirche – Krankenhaus Wiescherstr. − Tierpark Gysenberg – Siedlung Constantin – Bochum-Hiltrop Kirche | 20 min           | HCR       |
| 328   | Wanne-Eickel Hbf – Mondpalast – Unser Fritz | 30 min           | HCR       |
| 329   | Unser Fritz – Wanne-Nord – Freizeitbad Wananas – Wanne-Eickel Hbf – Solbad – Röhlinghausen – Eickel Auf der Wenge | 30 min           | HCR       |
| 340   | Gelsenkirchen-Rotthausen Landschede – Musiktheater – Bulmke-Hüllen – Herne-Röhlinghausen – Herne-Wanne Bickernstr. – Wanne-Eickel Hbf – Holsterhausen | 20 min           | Bogestra  |
| 342   | Gelsenkirchen, Westf. Hochschule – Schaffrath – Beckhausen – Gelsenkirchen-Buer Süd Bf – Sutum – Erle, Emscherstr. – (Erle, Marktstr. –) (nur stündlich) Erle, Forsthaus – (ZOOM Erlebniswelt –) (nur sonn- und feiertags) Freizeitbad Wananas – Wanne-Eickel Hbf (fährt weiter als Linie 384)                                                                  | 60 min           | Bogestra  |
| 362   | Siedlung Eichenforst – Pantringshof – Schloß Strünkede – Herne Bf – Herne Mitte – Kulturzentrum – Holsterhausen Süd – Solbad – Wanne-Eickel Hbf | 15 min           | HCR       |
| 368   | Wanne-Eickel Hbf − Eickeler Bruch – Röhlinghausen – Bochum-Hordel – Hamme – BO Präsident Bf – Bochum Rathaus – Bochum Hbf – Lohring – Altenbochum – Kornharpen – Ruhr-Park/UCI | 30 min           | Bogestra  |
| 384   | Gelsenkirchen-Heßler, Terneddenstr. – Gelsenkirchen-Schalke – Bergwerk Consolidation – Trinenkamp – Gelsenkirchen-Bismarck – Mondpalast – Wanne-Eickel Hbf (fährt weiter als Linie 342) | 60 min           | Bogestra  |
| 391   | Herne Bf – Herne Mitte – Holsterhausen – Eickel – Röhlinghausen – Wanne-Eickel Hbf | 30 min           | HCR       |
| NE7   | Herten Mitte – Herten-Süd – Bergbau Ewald 1/2 – Hertener Mark Tennisplatz – Wanne Waldfriedhof – Mondpalast – Wanne-Eickel Hbf NachtExpress: In den Nächten von Freitag auf Samstag, Samstag auf Sonntag und vor Feiertagen | 60 min           | Vestische |
| NE33  | NachtExpress: Herne Bf → Herne Mitte → Kulturzentrum → Holsterhausen → Solbad → Wanne-Eickel Hbf → Baukau → Herne Bf Fährt in den Nächten Freitag/Samstag, Samstag/Sonntag, vor Feiertagen und nach besonderer Ankündigung | 60 min           | HCR       |
| NE34  | NachtExpress: Wanne-Eickel Hbf → Crange → Unser-Fritz → Wanne-Eickel Hbf → Bickern → Röhlinghausen → Eickel → Mondpalast → Wanne-Eickel Hbf Fährt in den Nächten Freitag/Samstag, Samstag/Sonntag, vor Feiertagen und nach besonderer Ankündigung | 60 min           | HCR       |

## Trivia
Hermann Rühmann betrieb im Bahnhof zusammen mit seiner Frau Margarethe bis 1913 ein Bahnhofsrestaurant, unterstützt von den beiden Söhnen Heinz Rühmann und dem zwei Jahre älteren Hermann, dann wurde in Essen das neue Hotel Handelshof übernommen. Seit 1993 ist der Bahnhofsvorplatz in Wanne-Eickel nach dem Schauspieler benannt.